# José Manuel Blecua Perdices
José Manuel Blecua Perdices (n. Saragossa, 1939) és un filòleg espanyol, fill del també filòleg i gramàtic José Manuel Blecua Teixeiro, amb qui se sol confondre sovint, i germà del també filòleg Alberto Blecua.

## Biografia
Amb el seu germà Alberto es va aficionar a la lectura llegint còmics i literatura popular (les novel·les de José Mallorquí sobre El Coyote, sobretot). A l'Institut Goya, on treballava el seu pare, va tenir com a professors filòlegs de la talla de Francisco Ynduráin Hernández, d'història de la literatura, o Ildefonso Manuel Gil, qui fou especialment important per a ell. Va ser professor d'ensenyament mitjà i després catedràtic de castellà de la Universitat Autònoma de Barcelona, on va dirigir el Seminari de Filologia i Informàtica. També ha estat director acadèmic de l'Instituto Cervantes. Ha estat professor convidat de l'Ohio State University (1970) i del Centre d'Estudis Lingüístics i Literaris del Colegio de México (1986-1987). Amb Juan Alcina Franch és autor d'una molt cèlebre Gramática Española; va dirigir el Diccionario general de sinónimos y antónimos i ha publicat nombrosos treballs de lexicografia i sobre història de les idees lingüístiques a Espanya, l'aplicació de les noves tecnologies a l'estudi del castellà i l'estudi del castellà com a llengua estrangera. És coautor del llibre d'estil del diari La Vanguardia. Va obtenir el premi Aragón, en la seva modalitat nacional, el 2005, i va ser president de la Comissió Estatal per a la Celebració del IV Centenari del Quixot. Va ingressar l'any 2006 a la Reial Acadèmia de la Llengua Espanyola, de la qual és director (2010). El 8 d'octubre de 2011, va ser condecorat per l'alcalde de Saragossa, Juan Alberto Belloch, amb la medalla d'or de la ciutat. El 10 d'abril de 2013 obté el Premi de les Lletres Aragoneses 2012 per la seva dilatada carrera lliurada a l'estudi de la llengua, tant en els seus aspectes gramaticals com en l'anàlisi de les seves creacions literàries. La Generalitat de Catalunya li concedí la Creu de Sant Jordi el 2014.

## Obres
- Atlas de la literatura española. Barcelona: Jover, 1972.
- Lingüítica y significación. Barcelona: Salvat, 1973.
- Gramática española. Barcelona: Ariel, 1979 (amb Juan Alcina Franch).
- Qué es hablar. Barcelona: Salvat, 1982.
- Literatura española. Madrid: SA de Promoción y Ediciones, 1988.
- Diccionari avançat de sinònims i antònims de la llengua catalana. Barcelona: Bibliograf, 1997, 7a ed. (com a director).
- Estudios de grafemática en el dominio hispánico. Salamanca: Universidad de Salamanca / Instituto Caro y Cuervo, 1998 (com a editor, amb Juan Gutiérrez i Lidia Sala).
- Diccionario general de sinónimos y antónimos. Barcelona: VOX Universidad, 1999 (com a director).